# Leucochrysa (Leucochrysa) arizonica
Leucochrysa (Leucochrysa) arizonica is een insect uit de familie van de gaasvliegen (Chrysopidae), die tot de orde netvleugeligen (Neuroptera) behoort. 
Leucochrysa (Leucochrysa) arizonica is voor het eerst wetenschappelijk beschreven door Banks in 1906.